# Vestfalia

Tre entità geografiche note (o parzialmente note) come Vestfalia:
verde: Regno di Vestfalia (1807-1813)
rosso: Provincia di Vestfalia (1815-1946)
grigio scuro: Renania Settentrionale-Vestfalia (1946-)

Stemma storico della Vestfalia

La Vestfalia (in tedesco: Westfalen [vɛstˈfaːlən]; errata la grafia Westfalia) è una regione della Germania, inclusa nei land della Renania Settentrionale-Vestfalia e Bassa Sassonia, che comprende le città di Bielefeld, Bochum, Dortmund, Gelsenkirchen, Münster.

## Origine del nome
Il nome Vestfalia significa con probabilità "pianura occidentale". La seconda parola, Falen, è correlata alle parole germaniche Feld/field ("campo"), flat ("piatto") e floor (pavimento, piano), le quali sono tutte collegate al termine latino planus attraverso una comune radice proto-indoeuropea, *pele, che significa "piatto". Con la crescita del nazionalismo nel XIX secolo e nei primi anni del XX secolo, si iniziò a fare cenno a una razza "falica" (fälische Rasse).

## Definizione
Nota per la pace siglata nel 1648, che, con la stipulazione di due trattati a Münster e Osnabrück, pose fine alla guerra dei trent'anni, la Vestfalia è, approssimativamente, la regione compresa tra i fiumi Reno e Weser, collocata a nord e a sud del fiume Ruhr. Non è possibile dare un'esatta definizione dei confini, poiché il nome Vestfalia è stato applicato a diverse entità geografiche nel corso della storia. Per questa ragione, i dati sulla sua superficie e sulla popolazione possono risultare molto diversi. La superficie misura tra i 16.000 e i 22.000 km², mentre la popolazione è compresa tra i 4,3 e gli 8 milioni di abitanti.
In ogni caso, c'è disaccordo sul fatto che sia Münster che Osnabrück, così come Bielefeld e Dortmund, debbano considerarsi città della Vestfalia. Una definizione della regione da un punto di vista linguistico comprenderebbe l'ex provincia prussiana di Vestfalia (ad eccezione di Siegen-Wittgenstein), Lippe, l'area circostante Osnabrück e la più vasta zona dell'Emsland. L'uso attuale, tuttavia, restringe spesso la nozione del termine alla parte della Renania Settentrionale-Vestfalia.

## Simboli
Il simbolo tradizionale della Vestfalia è un cavallo bianco su uno sfondo rosso (il Westphalenpferd o Sachsenross), che rappresenta i Sassoni. L'immagine è stata utilizzata nello stemma della Vestfalia prussiana e in quello dell'attuale Stato della Renania Settentrionale-Vestfalia. Il cavallo bianco è anche il simbolo tradizionale della vicina Bassa Sassonia.
La Westphalenlied, composta a Iserlohn nel 1886 da Emil Rittershaus, è l'inno non ufficiale della regione.

## Storia

### L'arrivo dei Romani
Attorno al I secolo si verificarono in Vestfalia numerose incursioni ed è probabile che si siano formati i primi insediamenti romani o "romanizzati". La battaglia della foresta di Teutoburgo ebbe luogo vicino ad Osnabrück (come si è detto sopra, si discute se la città faccia parte della Vestfalia) e molte delle tribù che presero parte al combattimento provenivano dall'area della Vestfalia.

### Carlo Magno
Si ritiene che Carlo Magno abbia trascorso molto tempo a Paderborn e nelle zone circostanti. Le guerre sassoni, da lui condotte, si verificarono in parte nella regione che oggi è considerata la Vestfalia. Leggende popolari collegano il suo avversario Vitichindo a luoghi vicino a Detmold, Bielefeld, Lemgo, Osnabrück e altri posti in Vestfalia. Vitichindo, secondo una leggenda, sarebbe stato sepolto a Enger.

### Il Medioevo
Insieme alla Estfalia e a Engern, la Vestfalia era originariamente un distretto del Ducato di Sassonia. Nel 1180, la Vestfalia divenne un ducato per volontà dell'imperatore Barbarossa. Il Ducato di Vestfalia comprendeva solamente una piccola area a sud del fiume Lippe.

### Inizi dell'età moderna
La riforma protestante ha determinato l'assenza di una religione dominante in Vestfalia. Il cattolicesimo e il luteranesimo hanno pressoché lo stesso peso. Il luteranesimo è forte nelle regioni orientali e settentrionali, dove sono presenti numerose chiese libere. Münster e soprattutto Paderborn vengono considerate cattoliche. Osnabrück, invece, è suddivisa equamente tra cattolici e protestanti.
Con l'imperatore Massimiliano I d'Asburgo, la Vestfalia divenne una entità amministrativa del Sacro Romano Impero Germanico, essendo costituita in una propria provincia o circolo imperiale Renania Settentrionale-Vestfalia, distinto invece dal Ducato di Vestfalia in possesso dell'elettore di Colonia.
Alcune zone della Vestfalia furono sottoposte al controllo brandeburgo-prussiano durante il Seicento e il Settecento, ma la maggior parte del territorio rimase diviso in ducati e in altre aree feudali di potere. La Pace di Vestfalia del 1648, sancita a Münster e Osnabrück, mise fine alla guerra dei trent'anni. Di notevole importanza è il concetto di sovranità stato-nazione che scaturì dal trattato.

### La Prussia
Dopo la sconfitta dell'esercito prussiano nella battaglia di Jena, la pace di Tilsit del 1807 rese i territori della Vestfalia parte del Regno di Vestfalia tra il 1807 e il 1813. Il regno fu fondato da Napoleone come Stato vassallo della Francia. Questo Stato condivideva solamente il nome con la regione storica, conteneva solo una parte relativamente piccola della Vestfalia ed era costituito invece dalle regioni dell'Ostfalen e dell'Assia.
Dopo il Congresso di Vienna, il Regno di Prussia ricevette una vasta estensione di territori nella regione della Vestfalia e creò la provincia di Vestfalia nel 1815. Le porzioni più settentrionali dell'ex-regno, che comprendevano la città di Osnabrück, erano state annesse agli Stati di Hannover e Oldenburg.

### La moderna Vestfalia
L'attuale Stato della Renania settentrionale-Vestfalia fu creato nel secondo dopoguerra dall'ex provincia di Vestfalia, la metà settentrionale dell'ex provincia prussiana del Reno e l'ex Stato di Lippe. Poiché la Renania settentrionale-Vestfalia è suddiviso in cinque regioni (Regierungsbezirke), si potrebbe dire che oggi la Vestfalia è composta dai Regierungsbezirke di Münster, Detmold e Arnsberg. Gli abitanti di queste zone chiamano il luogo in cui vivono Westfalen nonostante non esista alcuna unità governativa che abbia tale nome.